# マルセル・シュメルツァー
マルセル・シュメルツァー（Marcel Schmelzer、1988年1月22日 - ）は、東ドイツ・ザクセン＝アンハルト州マクデブルク出身の元サッカー選手。元ドイツ代表。ポジションはディフェンダー、ミッドフィールダー。

## 経歴

### クラブ
ボルシア・ドルトムントの下部組織出身。2001年から2005年まで1.FCマクデブルクの下部組織に在籍していた。2005年にドルトムントの下部組織に入る。2008年8月9日、DFBポカール（国内カップ戦）でのロートヴァイス・エッセン戦でトップチームデビュー。翌週のバイエル・レバークーゼン戦で後半に途中出場し、これがリーグデビューとなった。長年左サイドバックのレギュラーはデデが務めていたが、2008-09シーズン頃からレギュラーを奪取した。
マッツ・フンメルスがバイエルン・ミュンヘンへ移籍したことにより、2016-17シーズからキャプテンに就任した。2019-20シーズン、5月31日の第29節、パーダーボルン戦で約7年振り(2013-14シーズン、9月21日のニュルンベルク戦でのゴール以来、2079日振り)となるゴールを決めた。2020-21シーズンは怪我で1試合も場が出来ず、2021-22シーズンも引き続き怪我で試合出場が出来ないまま同シーズン限りでの引退を表明した。

### 代表
U-21ドイツ代表としては2009年3月に行われたU-21ベラルーシ代表戦でデビュー。同年6月に行われたU-21欧州選手権決勝、U-21イングランド代表戦では89分にメスト・エジルと交代で出場すると最後の5分間ピッチ上でプレーし、優勝に貢献した。
ドイツA代表としては2010年11月17日に行われたスウェーデン代表戦でデビューし、EURO2012では代表メンバーに招集されたが、ワールドカップ2014では代表から落選した。

## 代表歴

### 出場大会
- U-21ドイツ代表
  - 2009年 - UEFA U-21欧州選手権2009 (優勝)
- ドイツ代表
  - 2012年 - UEFA EURO 2012 (3位)

### 試合数
国際Aマッチ 16試合 0得点（2010年- ）
| ドイツ代表 | 国際Aマッチ | 国際Aマッチ |
| 年         | 出場        | 得点        |
| ---------- | ----------- | ----------- |
| 2010       | 1           | 0           |
| 2011       | 4           | 0           |
| 2012       | 4           | 0           |
| 2013       | 6           | 0           |
| 2014       | 1           | 0           |
| 通算       | 16          | 0           |

## タイトル

### クラブ
ボルシア・ドルトムント
- ブンデスリーガ：2回 (2010-11, 2011-12)
- DFBポカール：2回 (2011-12, 2016-17)
- DFLスーパーカップ：2回 (2013, 2014)

### 代表
U-21ドイツ代表
- UEFA U-21欧州選手権：1回 (2009)